# Resolução 170 do Conselho de Segurança das Nações Unidas
Resolução 170 do Conselho de Segurança das Nações Unidas, foi aprovada em 25 de outubro de 1961, após análise do pedido da Tanganica (atual Tanzânia) para ser membro da Organização das Nações Unidas, o Conselho recomendou à Assembleia Geral que a Tanganica deve ser admitido.
Foi aprovada por unanimidade.